# Paraquimperia
Paraquimperia ist eine Gattung der Spulwürmer mit sechs Arten. Sie sind Parasiten bei Aalen.

## Merkmale
Paraquimperia hat die Eigenschaften der Quimperiinae. Die Mundöffnung wird von drei kleinen Lippen umgeben. Der Ösophagus hat einen deutlichen Pharynx-Abschnitt und in die Mundhöhle ragende Zähne. Männchen haben deutliche schräge Muskelbänder vor der Kloake.

## Systematik
Zur Gattung gehören folgende Arten:
- Paraquimperia africana Moravec, Boomker & Taraschewski, 2000
- Paraquimperia anguillae Karve, 1941
- Paraquimperia manipurensis Shomorendra & Jha, 2003
- Paraquimperia seenghalai Tripathi, 1982
- Paraquimperia tenerrima Linstow, 1878
- Paraquimperia xenentodonia Gupta & Bakshi, 1982